# Campionato di calcio USFSA 1895
Statistiche del campionato di calcio USFSA della stagione 1895.

## Torneo

### Quarti di finale
- Club Français 5-0 FC Levallois
- The White Rovers 8-1 Paris Star
- Stade de Neuilly 2-1 CP Asnières
- Standard AC 13-0 United Sports Club

### Semifinali
- Standard AC 18-0 Stade de Neuilly
- The White Rovers 2-1 Club Français

### Finale
- Standard AC 3-1 The White Rovers

## Riferimenti
- (EN) France 1892-1919, su RSSSF.